# أسمنت الخراب
كيليس أو کلليس القديمة، المعروفة حالياً باسم أسمنت الخراب، كانت قرية في الوادي الجديد خلال الفترة الهلنستية والعصر الروماني والعصر البيزنطي. تقع على بعد حوالي 2.5 كم (1.6 ميل) من الشرق إلى الجنوب الشرقي من قرية أسمنت الحالية في واحة الداخلة، وحوالي 11 كم (6.8 ميل) شمال شرق موط (موط الخراب)، عاصمة الواحة. كان يطلق على موط اسم موثيس، وبالتالي كانت كيليس تتبع مقاطعة موتيت في العصور القديمة.

## أصل التسمية
يعتقد أن اسم كيليس مُشتق من «كلس» والذي يعني مخزن في اللغة القبطية القديمة، في إشارة إلى أن الموقع كان مخزناً للغلال خلال العصر الروماني. أما اسم «أسمنت الخراب» فقد أطلقه عليها أهالي قرية أسمنت الحالية على المنطقة، بسبب تهدم أبنيتها.

## التخطيط
يبلغ طول القرية 1050 م (3440 قدماً) وعرضها 650 م (2130 قدماً)، وقد شُيدت بالكامل تقريباً من الطوب اللبن على مصطبة منخفضة مع وجود وديان إلى الجنوب الشرقي والشمال الغربي، وكانت الحقول تحيط بها. وقد شملت الأعمال التجارية الصغيرة بها النسيج وصناعة الفخار والحدادة. تضمنت عوامل الجذب في كيليس معبد للإله توتو وثلاث كنائس؛ من بينها كنيسة مشرقية صغيرة، قد تعد أقدم مبنى معروف لكنيسة في مصر. ظل الموقع مأهولاً منذ أواخر العصر البطلمي، وهجره أهله في وقت ما بعد 392 م، وظل مهجوراً منذ ذلك الحين، باستثناء فترة خلال الأربعينيات، عندما خيم بعض البدو هناك. يوجد العديد من المباني المغمورة تحت الرمال، بينما تظهر قمم بعضها فوق السطح؛ البعض الآخر مطمور، في انتظار الانهيار إذا ما عبر سائح بلا حذر.

## أعمال التنقيب
بدأ التنقيب الأثري في كيليس في 1986. مول مجلس البحوث الأسترالي [الإنجليزية]، الذي تديره جامعة موناش، أعمال التنقيب في كيليس منذ 1991. اُكتشفت الآلاف من أجزاء الكتابات في كيليس، والعديد منها يتعلق بالديانة القديمة التي تسمى المانوية، والتي من الواضح أن أتباعها عاشوا في كيليس جنباً إلى جنب مع المسيحيين في العصور القديمة. وجد علماء الآثار في كيليس أيضاً كتباً خشبية وأواني زجاجية وأدوات وأغراض منزلية أخرى، بالإضافة إلى مقابر، بها مومياوات مغطاة بأقنعة، وعناصر أخرى من الكارتوناج.